# Ujz
Ujz en albanais et Ujz en serbe latin (en serbe cyrillique : Ујз) est une localité du Kosovo située dans la commune/municipalité de Gjakovë/Đakovica, district de Gjakovë/Đakovica (Kosovo) ou de Pejë/Peć (Serbie). Selon le recensement kosovar de 2011, elle compte 412 habitants, tous albanais,.
Le village est également connu sous le nom albanais de Ujzë. En 2011, le hameau de Fshaj, qui jusqu'alors était rattaché à Ujz, a été recensé en tant que localité à part entière ; il comptait 404 habitants, dont 395 Albanais,.

## Histoire
Sur le territoire du village se trouve un site archéologique qui remonte à la Préhistoire, proposé pour une inscription sur la liste des monuments culturels du Kosovo. Dans le village, un pont construit au XVIIe siècle et restauré au XIXe siècle est lui aussi proposé pour une inscription kosovare.

## Démographie

### Évolution historique de la population dans la localité
| 1948 | 1953 | 1961 | 1971 | 1981 | 1991 | 2011 |
| ---- | ---- | ---- | ---- | ---- | ---- | ---- |
| 330  | 386  | 459  | 614  | 795  | 897  | 412  |

|  |